# 貝雷斯克
50°52′19″N 24°53′58″E / 50.87194°N 24.89944°E
貝雷斯克（烏克蘭語：Береськ），是烏克蘭西部沃倫州的村落，隸屬盧茨克區多羅西尼市鎮，始建於1545年，面積3.44平方公里，海拔高度197米，2001年人口705，人口密度每平方公里204.94人。